# چولونی خولان
چولونی خولان (مغولی: Чулууны Хулан؛ زادهٔ ۳۰ مهٔ ۱۹۸۵) بازیگر اهل مغولستان است. وی از سال ۲۰۰۵ میلادی تاکنون مشغول فعالیت بوده‌است.
از فیلم‌ها یا برنامه‌های تلویزیونی که وی در آن نقش داشته‌است، می‌توان به مغول اشاره کرد.